# 赞库尔
赞库尔（法語：Zincourt，法語發音：[zɛ̃kuʁ] ⓘ）是法国大東部大區孚日省的一个市镇，属于埃皮纳勒区。

## 地理
赞库尔（48°18'29"N, 6°26'23"E）面积4.47 平方千米，位于法国大東部大區孚日省，该省份为法国东北部内陆省份，北起默兹省和默尔特-摩泽尔省，西接上马恩省，南至上索恩省和贝尔福地区省，东临上莱茵省和下莱茵省。
与赞库尔接壤的市镇（或旧市镇、城区）包括：摩泽尔河畔沙泰勒、迪尔比永河畔多梅夫尔、阿迪尼莱韦里耶尔、帕勒涅、瓦克松库尔。

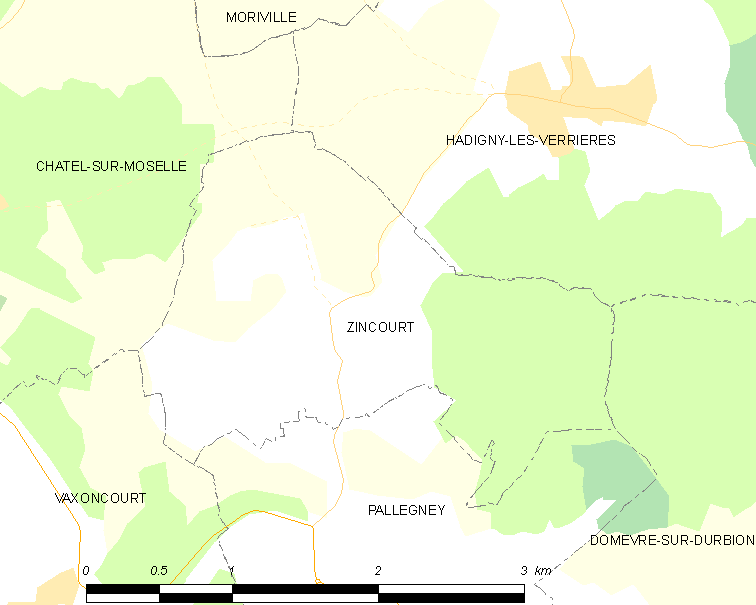
赞库尔的OSM定位图

赞库尔的时区为UTC+01:00、UTC+02:00（夏令时）。

## 行政
赞库尔的邮政编码为88330，INSEE市镇编码为88532。

## 政治
赞库尔所属的省级选区为布吕耶尔县。

## 人口

1962-2008年间赞库尔人口变化图示

赞库尔于2022年1月1日时的人口数量为76人。